# Rejdová
Rejdová é um município da Eslováquia, situado no distrito de Rožňava, na região de Košice. Tem 50,52 km² de área e sua população em 2018 foi estimada em 761 habitantes.

## Demografia
| Ano:        | 1994 | 2004    | 2014   | 2024   |
| ----------- | ---- | ------- | ------ | ------ |
| Broj ljudi: | 647  | 719     | 776    | 721    |
| Razlika:    |      | +11,12% | +7,92% | -7,08% |

| Ano:               | 2023 | 2024   |
| ------------------ | ---- | ------ |
| Número de pessoas: | 723  | 721    |
| Diferença:         |      | -0,27% |